# Памятник неизвестному солдату (Стерлитамак)
Памятник Неизвестному солдату (Мемориальный комплекс «Вечный огонь») — центральная скульптурная композиция города Стерлитамака, открытая в честь павших в годы Великой Отечественной войны. Расположена в парке Победы.

## История
В 1965 году на перекрёстке двух проспектов и улицы Худайбердина был заложен камень, определивший место будущего памятника — обелиска Славы в честь стерлитамаковцев, не вернувшихся домой с фронтов Великой Отечественной войны. Работа над монументом была поручена скульптору Михаилу Павловичу Шабалтину и будущему архитектору, тогда студенту Московского архитектурного института Борису Александровичу Милютину.
Открытие памятника состоялось 9 мая 1967 года. У ног четырёхметровой фигуры советского солдата с факелом в руке расположена звезда, из которой бьёт пламя Вечного огня.За спиной солдата изначально поднималась стела в виде двух символических крыльев — взметнувшегося ввысь и опущенного. Сапог солдата попирает каску со свастикой.
В 2012 году перед 9 мая на площади Победы были установлены прожекторы, которые включаются по торжественным датам, установлена также подсветка фигуры солдата.
В 2013 году была проведена комплексная реконструкция монумента «Вечный огонь» и парка Победы общей площадью 2,9 гектара. Фигура Неизвестного солдата заново отлита из бронзы, его высота — шесть метров, масса около 1,5 тонн. Обновлён и мемориальный комплекс, посвященный воинам-интернационалистам: заменена гранитная облицовка, смонтирована встроенная подсветка, выполнен водоотвод с монумента, расширена площадь мемориального комплекса, установлены танк Т-34-85, артиллерийская пушка, зенитная пушка, установка РСЗО «Град». После реконструкции памятник открыли 9 октября 2013 года. В 2014 году перед мемориальным комплексом были разбиты клумбы. 9 мая 2014 года состоялось тожественное открытие обновлённого парка Победы.

## Описание
В ансамбль мемориала входят:
- Памятник Неизвестному солдату (воину-освободителю);
- Вечный огонь;
- Стела, на которой выбита надпись: «Памяти горожан, погибших в Великой Отечественной войне».

Памятник является местом проведения городских торжеств, связанных с Великой Отечественной войной, в День Победы на площади проводится концерт для ветеранов, возлагаются цветы к Вечному огню. Мемориал — одно из любимых мест посещения молодожёнами, они фотографируются у памятника и в парке Победы.